# Gisela Mota Ocampo
Gisela Raquel Mota Ocampo (Temixco, Morelos; 13 de marzo de 1982 - Pueblo Viejo, Temixco, Morelos; 2 de enero de 2016) fue una política mexicana afiliada al Partido de la Revolución Democrática (PRD).
Mota era licenciada en Derecho y fue diputada federal por representación proporcional durante la LXII legislatura. El 1 de enero de 2016 comenzó su mandato como alcaldesa de Temixco.

## Asesinato
El 2 de enero de 2016 fue asesinada en su casa de Pueblo Viejo por un grupo de hombres armados.